# Krista Woodward
Krista Woodward (ur. 22 listopada 1984) – kanadyjska lekkoatletka specjalizująca się w rzucie oszczepem.
Była finalistką mistrzostw świata juniorów w 2002 roku w Kingston. W 2003 została wicemistrzynią panamerykańską juniorów, a w 2006 zdobyła srebro młodzieżowych mistrzostw NACAC. Startował w uniwersjadzie w 2007. Odpadła w eliminacjach mistrzostw świata w Moskwie oraz wywalczyła złoto igrzysk frankofońskich w Nicei (2013).
Wielokrotna medalistka mistrzostw Kanady oraz mistrzostw National Collegiate Athletic Association.
Rekord życiowy: 60,15 (5 maja 2013, Tokio).

## Osiągnięcia
| Rok  | Impreza                              | Miejsce       | Lokata            | Wynik |
| ---- | ------------------------------------ | ------------- | ----------------- | ----- |
| 2002 | Mistrzostwa świata juniorów          | Kingston      | 12. miejsce       | 46,32 |
| 2003 | Mistrzostwa panamerykańskie juniorów | Bridgetown    | 2. miejsce        | 48,90 |
| 2006 | Młodzieżowe mistrzostwa NACAC        | Santo Domingo | 2. miejsce        | 50,63 |
| 2007 | Uniwersjada                          | Bangkok       | el. – 13. miejsce | 51,30 |
| 2013 | Mistrzostwa świata                   | Moskwa        | el. – 17. miejsce | 58,86 |
| 2013 | Igrzyska frankofońskie               | Nicea         | 1. miejsce        | 52,82 |